# Vásárosnamény vasútállomás
Vásárosnamény vasútállomás egy Szabolcs-Szatmár-Bereg vármegyei vasútállomás, Vásárosnamény településen, a MÁV üzemeltetésében. A város központjának északnyugati részén helyezkedik el, közúti elérését a 4108-as útból kiágazó 41 318-as számú mellékút (Rákóczi út) teszi lehetővé.

## Vasútvonalak
Az állomást az alábbi vasútvonalak érintik:
- Nyíregyháza–Vásárosnamény-vasútvonal
- Mátészalka–Záhony-vasútvonal

## Kapcsolódó állomások
A vasútállomáshoz az alábbi állomások vannak a legközelebb:
- Vásárosnamény külső megállóhely (Nyíregyháza–Vásárosnamény-vasútvonal)
- Vitka megállóhely (Mátészalka–Záhony-vasútvonal)
- Kisvarsány megállóhely (Mátészalka–Záhony-vasútvonal)

## Forgalom
| Járat        | Útvonal | Gyakoriság   |
| ------------ | --- | ------------ |
| személyvonat | Nyíregyháza – Nyíregyháza külső – Oros – Napkor – Apagy – Levelek-Magy – Ófehértó – Ligettanya – Baktalórántháza – Vaja-Rohod – Rákóczitanya – Nyírmada – Vásárosnamény külső – Vásárosnamény    | 2-3 óránként |
| személyvonat | Tiborszállás – Nagyecsed – Nyírcsaholy – Mátészalka – Ópályi – Nagydobos – Vitka – Vásárosnamény – Kisvarsány – Gyüre – Aranyosapáti – Újkenéz – Tornyospálca – Mándok – Eperjeske alsó – Záhony | 2-4 óránként |